# Межеєво (Великопольське воєводство)
Межеєво (пол. Mierzejewo) — село в Польщі, у гміні Кшеменево Лещинського повіту Великопольського воєводства.
Населення — 290 осіб (2011).

## Демографія
Демографічна структура станом на 31 березня 2011 року:
|          | Загалом | Допрацездатний вік | Працездатний вік | Постпрацездатний вік |
| -------- | ------- | ------------------ | ---------------- | -------------------- |
| Чоловіки | 143     | 31                 | 97               | 15                   |
| Жінки    | 147     | 39                 | 78               | 30                   |
| Разом    | 290     | 70                 | 175              | 45                   |